# Summersville (Kentucky)
Summersville es un lugar designado por el censo ubicado en el condado de Green en el estado estadounidense de Kentucky. En el Censo de 2010 tenía una población de 568 habitantes y una densidad poblacional de 75,78 personas por km².

## Geografía
Summersville se encuentra ubicado en las coordenadas 37°19′34″N 85°32′13″O / 37.32611, -85.53694. Según la Oficina del Censo de los Estados Unidos, Summersville tiene una superficie total de 7.5 km², de la cual 7.49 km² corresponden a tierra firme y (0.14%) 0.01 km² es agua.

## Demografía
Según el censo de 2010, había 568 personas residiendo en Summersville. La densidad de población era de 75,78 hab./km². De los 568 habitantes, Summersville estaba compuesto por el 95.6% blancos, el 2.46% eran afroamericanos, el 0.18% eran amerindios, el 1.06% eran asiáticos, el 0% eran isleños del Pacífico, el 0% eran de otras razas y el 0.7% pertenecían a dos o más razas. Del total de la población el 1.94% eran hispanos o latinos de cualquier raza.